# Pasturana
Pasturana (piemontiul: Pasturàuna, ligur nyelven: Pastorana) település Olaszországban, Piemont régióban, Alessandria megyében. Lakosainak száma 1289 fő (2023. január 1.).

## Népessége
A település népessége az alábbiak az alábbiak szerint alakult:
| Lakosok száma | 1309 | 1302 | 1289 |
|               | 2017 | 2018 | 2023 |